# Inbiomyia acmophallus
Inbiomyia acmophallus är en tvåvingeart som beskrevs av William Russel Buck 2006. Inbiomyia acmophallus ingår i släktet Inbiomyia och familjen Inbiomyiidae.
Artens utbredningsområde är Colombia. Inga underarter finns listade i Catalogue of Life.